# Pedro Agustín Girón
Pedro Agustín Girón Las Casas (San Sebastián, Guipúzcoa, 1778-Madrid, 14 de mayo de 1842), IV marqués de las Amarillas y I duque de Ahumada, fue un destacado militar y político español, además de presidente del Estamento de Próceres (1834).

## Biografía
Nació en el seno de una importante familia de la aristocracia militar, puesto que estaba emparentado con la Casa de Girón mediante su padre Jerónimo Girón y Moctezuma, III marqués de las Amarillas, gobernador de Barcelona y virrey de Navarra (entre 1798 y 1807). En concreto, era descendiente de Pedro Téllez-Girón, más conocido como Pedro Girón, maestre de la Orden de Calatrava entre 1445 y 1466. Así mismo era descendiente en décima generación del emperador azteca Moctezuma II a través de su abuela paterna.  Por otro lado, su madre era Isabel de las Casas y Aragorri, hermana de Luis de las Casas y Aragorri, gobernador de Cuba y capitán general de Cádiz, y hermanastra de Francisco Javier Castaños.
En 1802 se casó con Concepción Ezpeleta Enrile, hija de José Manuel de Ezpeleta y Galdeano, I conde de Ezpeleta de Beire, lo que le vinculó con otra familia aristocrática tradicionalmente vinculada a las armas. Fue cuñado de José María, Fermín y Joaquín Ezpeleta, los tres políticos y militares. Igualmente era sobrino por parte de su mujer de Pascual Enrile y Alcedo, gobernador de Filipinas.
Como oficial de la Guardia Real participó en la Campaña del Rosellón y en la Guerra de Independencia. Se distinguió en la batalla de Bailén y también tomó parte en los enfrentamientos con las tropas napoleónicas en Tudela,  Uclés, Ciudad Real, la Albuera y Vélez junto a su tío, el general Castaños. 
Liberal moderado en el plano político, permaneció en un discreto segundo plano retirado en sus tierras durante la restauración de Fernando VII en el trono. Tras la revolución liberal de 1820 fue nombrado en marzo ministro de la Guerra del Gobierno dirigido por Evaristo Pérez de Castro, pero dimitió a los pocos meses (agosto de 1820) a causa de la oposición de los sectores liberales más radicales. A partir de entonces, se mantuvo durante unos años al margen de la política.
En 1832, en las postrimerías del reinado de Fernando VII, fue designado capitán general de Granada. Al año siguiente, al morir Fernando VII fue incluido por disposición testamentaria de este en el Consejo de Regencia de Isabel II y recibió el título de duque de Ahumada de manos de la reina regente María Cristina. En el Consejo de Regencia defendió el respeto y mantenimiento de los fueros de Navarra y de las provincias vascongadas, proponiendo el 22 de marzo de 1834 que, al tiempo que se convocaban conjuntamente las Cortes de las Coronas de Castilla y Aragón, se convocasen también las de Navarra y las Juntas Generales de las provincias vascongadas. En 1835 fue nombrado de nuevo ministro de la Guerra en el gabinete del conde de Toreno, pero se vio obligado a dimitir al año siguiente acusado de nepotismo, marchando a un exilio voluntario en Burdeos.
Retornó a España y se estableció en Madrid, donde vivió hasta su fallecimiento en 1842. A su muerte le cortaron un pedazo de lengua que fue conservada da los familiares en un frasco de cristal por 28 años hasta que fue colocada en el panteón familiar del Cementerio de San Isidro en Madrid, meses después del fallecimiento de su hijo Francisco Javier Girón Ezpeleta.
Durante los últimos años de su vida residió largas temporadas en el extranjero, dedicándose al estudio y a las letras. Su libro de memorias, Recuerdos 1778-1837, constituye un interesante documento sobre la época.
Su hijo Francisco Javier Girón Ezpeleta fundaría la Guardia Civil en 1844.